# Гішубі (комуна)
 Гішубі — одна з комун провінції Гітега, у центральному Бурунді. Центр — однойменне містечко Гішубі.